# Domenico Riviera
Domenico Riviera (né le 3 décembre 1671 à Urbino, dans les Marches, alors dans les États pontificaux et mort le 2 novembre 1752 à Rome) est un cardinal italien du XVIIIe siècle. Il est parent du cardinal Girolamo D'Andrea (1852).

## Biographie
Domenico Riviera exerce diverses fonctions au sein de la Curie romaine, notamment comme secrétaire à la Congrégation de la Sainte Consulta.
Le pape Clément XII le crée cardinal lors du consistoire du 2 mars 1733. 
Le cardinal Domenico Riviera participe au conclave de 1740, lors duquel Benoît XIV est élu pape. Il est archiviste des archives secrètes au château S. Angelo di Urbe, camerlingue du Sacré Collège en 1745 et préfet de la Congrégation de la bonne gouvernance en 1747.

### Sources
- Fiche du cardinal sur le site fiu.edu